# 니코바르날여우박쥐
니코바르날여우박쥐(Pteropus faunulus)는 큰박쥐과에 속하는 박쥐의 일종이다. 인도의 토착종이다. 자연 서식지는 아열대 또는 열대 기후 지역의 습윤 저지대 숲과 습지이다. 숲 개발때문에 서식지 감소로 위협을 받고 있다.